# Twinkle, Twinkle, Little Star

Twinkle, Twinkle, Little Star (« Brille, brille, petite étoile ») est une chanson enfantine populaire anglaise. Les paroles sont celles d'un poème anglais de Jane Taylor, The Star. Le poème, qui comporte six couplets, a été publié pour la première fois en 1806 dans Rhymes for the Nursery (en), « Comptines pour la pouponnière », un recueil de poèmes de Taylor et sa sœur Ann (en). La mélodie est empruntée à la chanson française Ah ! vous dirai-je, maman, datant de 1761. Cette mélodie a été popularisée par douze variations de Wolfgang Amadeus Mozart, à qui on attribue souvent, à tort, la composition de la mélodie elle-même. Les paroles en anglais ont six strophes, mais seule la première est largement connue. La mélodie porte le numéro 7666 dans le Roud Folk Song Index.

## Paroles
Les paroles anglaises viennent d'un poème écrit par Jane Taylor (1783–1824) et publié sous le titre The Star (L'Étoile) dans Rhymes for the Nursery (en) (Comptines pour la pouponnière) par Jane et sa sœur Ann Taylor (en) (1782-1866) à Londres en 1806 :
| Twinkle, twinkle, little star, How I wonder what you are! Up above the world so high, Like a diamond in the sky. Twinkle, twinkle, little star, How I wonder what you are! When the blazing sun is gone, When he nothing shines upon, Then you show your little light, Twinkle, twinkle, all the night. Twinkle, twinkle, little star, How I wonder what you are! Then the traveller in the dark, Thanks you for your tiny spark, He couldn't see which way to go, If you didn't twinkle so? Twinkle, twinkle, little star, How I wonder what you are! In the dark blue sky you keep, And often through my curtains peep, For you never shut your eye, Till the sun is in the sky. Twinkle, twinkle, little star, How I wonder what you are! As your bright and tiny spark, Lights the traveller in the dark,— Though I don't know what you are, Twinkle, twinkle, little star. Twinkle, twinkle, little star, How I wonder what you are! | Brille, brille, petite étoile Comme j'aimerais savoir ce que tu es ! Si haut au-dessus du monde Comme un diamant dans le ciel Brille, brille, petite étoile Comme j'aimerais savoir qui tu es ! Lorsque le soleil disparaît Et lorsqu'il ne peut plus briller Tu montres un peu de lumière, Brille, brille, toute la nuit Brille, brille, petite étoile Comme j'aimerais savoir qui tu es ! Et le voyageur dans le noir, Te remercie de tes étincelles, Comment pourrait-il voir son chemin Si tu ne brillais pas ainsi ? Brille, brille, petite étoile Comme j'aimerais savoir qui tu es ! Dans le sombre ciel bleu tu restes Et, de temps en temps, tu regardes à travers mes rideaux, Car tu ne fermes jamais l'œil Avant que le soleil apparaisse Brille, brille, petite étoile Comme j'aimerais savoir qui tu es ! Ce sont ta clarté et ta lueur Qui éclairent le voyageur dans le noir,— Bien que je ne sache pas qui tu es, Brille, brille, petite étoile Comme j'aimerais savoir qui tu es ! |

Les paroles de The Star (L'Étoile) ont été publiées pour la première fois avec la mélodie dans The Singing Master: First Class Tune Book (Le Maître de chant : Livre de mélodies pour la première classe) en 1838.

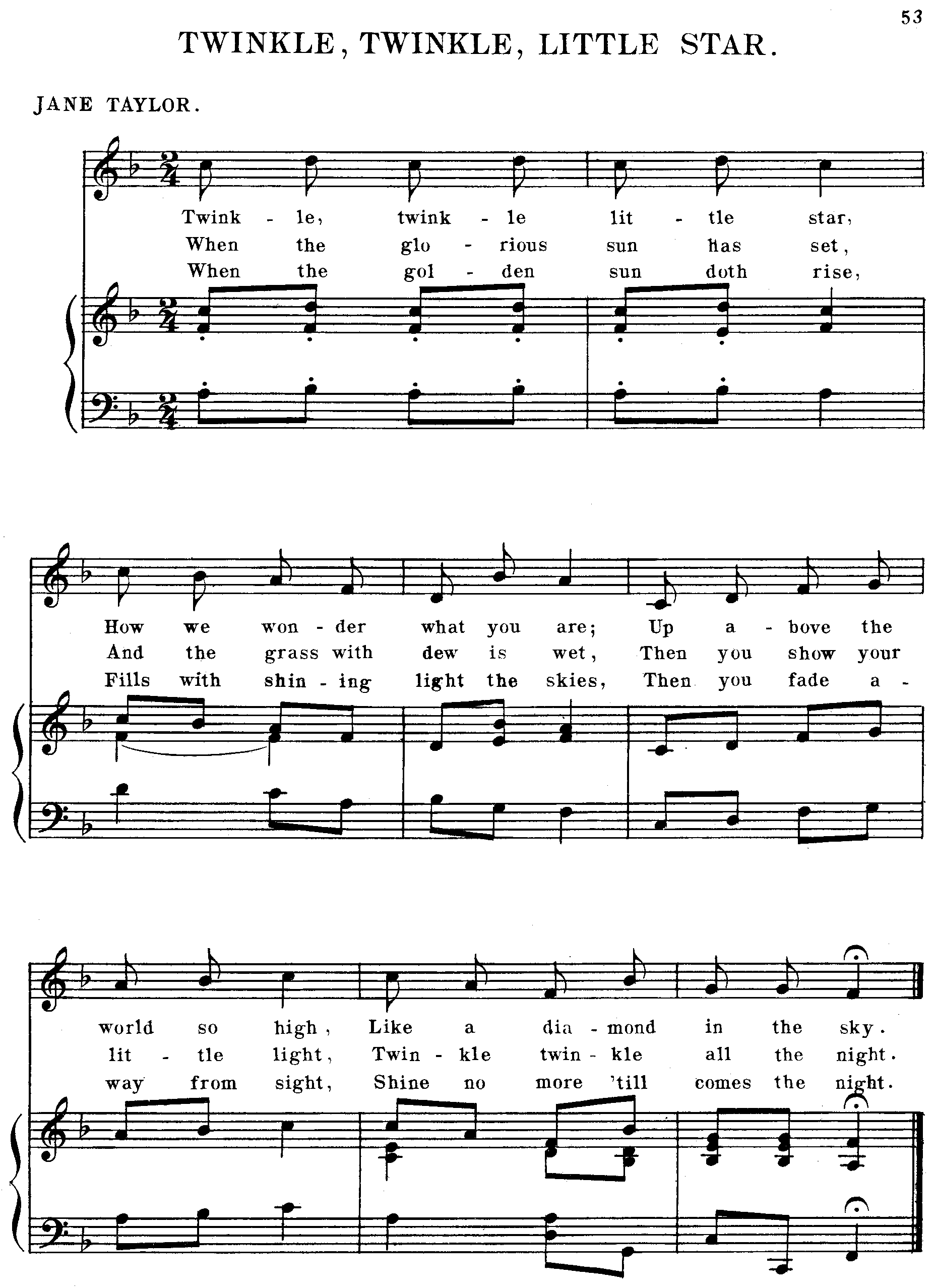
Partitions pris de Song Stories for the Kindergarten

La deuxième et la troisième strophes ont fait l'objet de changements importants en 1896, et la fin a été exclue de la collection Song Stories for the Kindergarten (Histoires chantées pour le jardin d'enfants) par Mildred J. Hill.
     Twinkle, twinkle, little star,

     How we wonder what you are.

     Up above the world so high,

     Like a diamond in the sky.

     When the glorious sun has set,

     And the grass with dew is wet,

     Then you show your little light,

     Twinkle, twinkle, all the night.

     When the golden sun doth rise,    

     Fills with shining light the skies,

     Then you fade away from sight,

     Shine no more 'till comes the night.

## Parodie
La chanson a été parodiée par Lewis Carroll dans Les Aventures d'Alice au pays des merveilles :
     Twinkle, twinkle, little bat

     How I wonder what you're at!

     Up above the world you fly,

     Like a tea tray in the sky.

     Twinkle, twinkle, little bat!

     How I wonder what you're at!